# عيناتا (بعلبك)
عيناتا هي إحدى القرى اللبنانية من قرى قضاء بعلبك في محافظة بعلبك الهرمل. وهي تدعى أيضاً 'عيناتا الأرز' بسبب قربها جغرافياً من
غابة الأرز في شمال لبنان.
علماً أنه في فصل الشتاء، يستغرق الوصول من عيناتا إلى
غابة الأرز أكثر من سبع ساعات، حيث يُقطع الطريق لأكثر من ستة أشهر في السنة بسبب تراكم الثلوج.
أما في الصيف فإن المسافة هي ربع ساعة.

ترتفع عيناتا عن سطح البحر حوالي 1620 متراً. 

يعتاش أهالي عيناتا من زراعة الـتفاح والـكرز.

## تسميتها
تمت تسمية عيناتا بهذا الاسم بسبب كثرة الينابيع وعيون المياه فيها. 
وأهمها نبع الغاب.